# Brian Higgins (produttore discografico)
Brian Thomas Higgins (1966) è un produttore discografico britannico.
È noto per aver lavorato con numerosi artisti e band pop quali Pet Shop Boys, Sugababes, Dannii Minogue, The Saturdays, Girls Aloud, Sophie Ellis-Bextor, Kylie Minogue, Bananarama, Alesha Dixon, Texas, Rachel Stevens, Gabriella Cilmi, Kaiser Chiefs e Saint Etienne, tramite il team Xenomania. Il suo stile spazia dalla musica elettronica al classico pop, con elementi di new wave, rave e dance.
Collabora con Miranda Cooper, che partecipa alla composizione di tutti i brani firmati da Xenomania.